# خوان ديفيد بيريز
خوان ديفيد بيريز (بالإسبانية: Juan David Pérez) (23 مارس 1991 في كولومبيا - ) هو لاعب كرة قدم كولومبي في مركز الهجوم. لعب مع تيبورونيس روخوس دي فيراكروز.

## وصلات خارجية
- خوان ديفيد بيريز على موقع قاعدة بيانات كرة القدم.إي يو (الإنجليزية)
- خوان ديفيد بيريز على موقع Soccerway.com (الإنجليزية)